# ターボジェット・トレイン

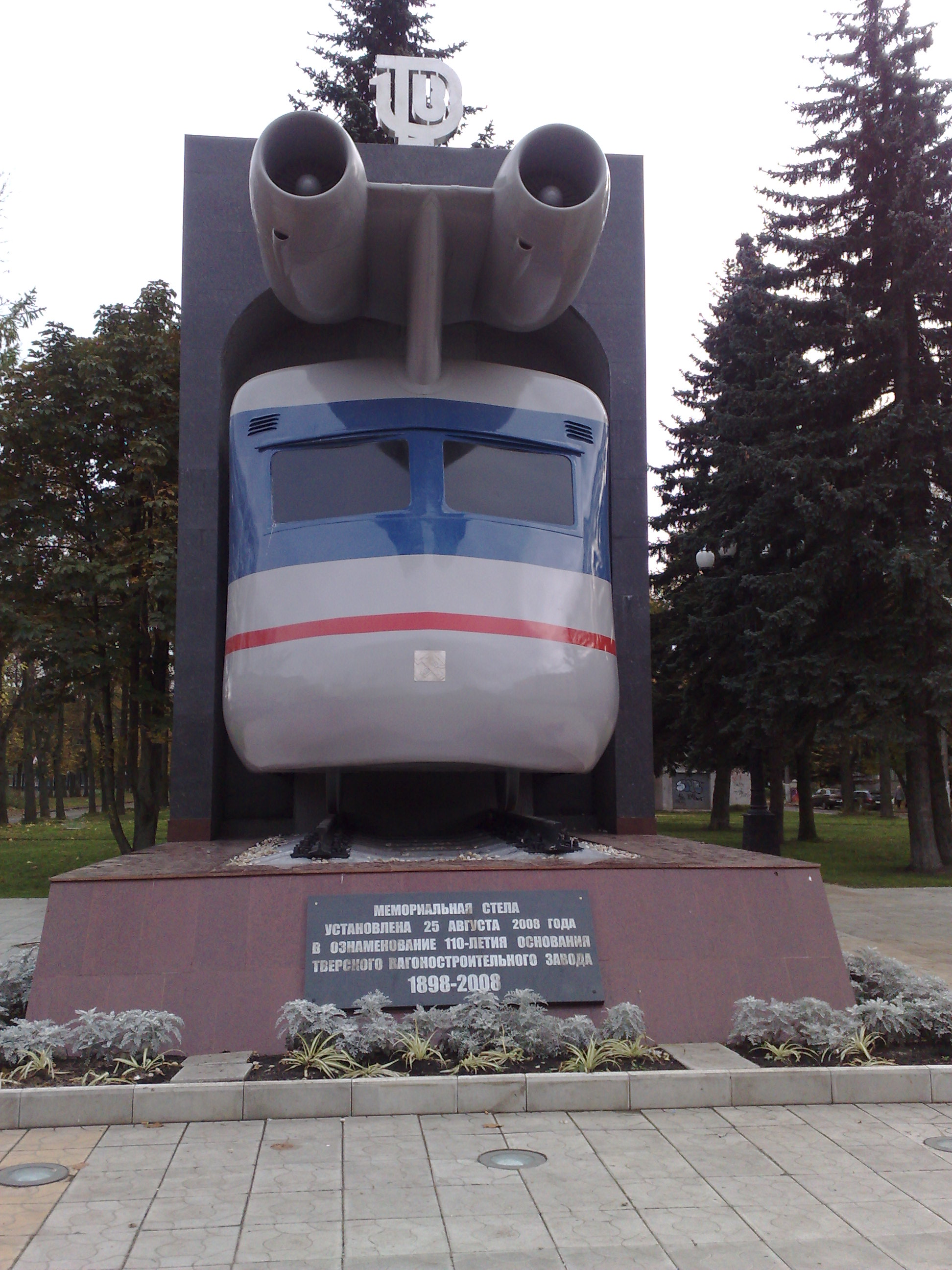
保存される高速走行実験鉄道車両

ターボジェットトレインは、動力としてジェットエンジンを使用する鉄道車両。
非電化区間の高速化に有効であると考えられ、アメリカやソビエト等で実験されたものの、何れも実用化には至らなかった。

## 概要
1960年代初頭には粘着限界により、鉄道車両の速度は時速300㎞が限界であると考えられていた。非電化区間の多いアメリカ合衆国やソビエトで開発が進められた。ジェットエンジンを備える箇所は屋根或いは側面に限られるため車輛限界を逸脱してしまうため、トロリー線のある電化区間での走行は困難で非電化区間に限られる。

## 各国の取り組み

### アメリカ合衆国
ニューヨークセントラル鉄道では1966年夏に既存の気動車を改造してゼネラル・エレクトリック社製J47-19ターボジェットエンジンを装備したM-497が製造され、時速296 kmの速度記録を樹立した。これは40年以上経つ2023年現在に至るまで、アメリカ合衆国内において一般の線路で出した速度としては最高速度記録を保持している。

### ソビエト連邦
1970年にER22にYak-40旅客機で使用されるイーウチェンコ AI-25エンジンを搭載した高速走行実験鉄道車両が開発され実験が進められた。当時軌間1520mmでの最高速度である時速249kmに到達した。長らく車輛は放置されていたが2008年解体され、前頭部のみがモニュメントとして保存されている。

### フランス
フランスでは空気浮上式鉄道であるアエロトランの開発が進められた。1974年3月5日に空気浮上式鉄道での世界記録である417.6 km/h、瞬間最高速度430.4 km/hの記録を樹立した。